# Mariano Santo

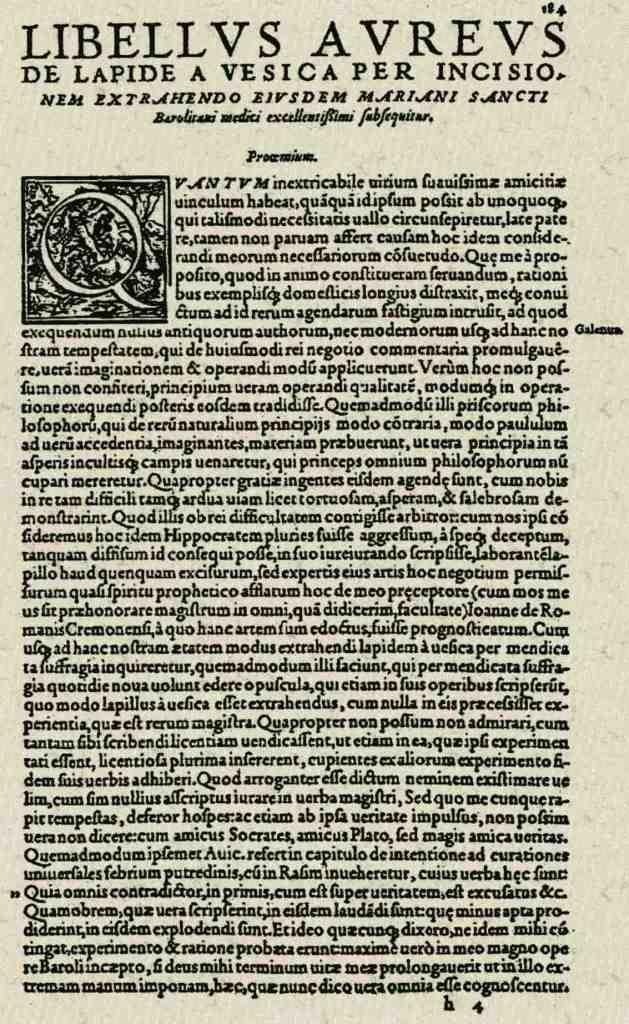
Libellus Aureus de lapide a vesica per incisionem extrahendo

Mariano Santo (n. 1488 - d. 1577) a fost unul dintre cei mai de seamă chirurgi-urologi ai secolului al XVI-lea.

## Biografie
S-a născut în 1488 la Barletta. În 1510 merge la Roma să studieze medicina. În 1516 este chirurg și începe să predea la Universitatea din Bologna, preluând Catedra de Chirurgie. Printre profesori, l-a avut pe celebrul patolog Giovanni da Vigo. 
În 1524 se căsătorește cu Maddalena Braccio și are patru copii.
În 1527 intră în slujba arhiepiscopului orașului dalmațian Ragusa (Raguza), Filippo Trivulzi. Reîntors în Italia, activează ca medic la spitalele de campanie de pe frontul războiului dintre Austria și turcii lui Soliman Magnificul.
În perioada 1532 - 1533 locuiește la Viena.
Se stinge din viață în 1577 la Roma și este înmormântat la bazilica Santa Maria sopra Minerva.

## Activitate

### Scrieri
- Compendio della chirurgia di Giovanni da Vigo
- Compendio in Chirurgia
- Trattato sulla chirurgia delle ossa del cranio
- De capitis lesionibus
- Libellus Aureus de lapide a vesica per incisionem extrahendo
- De lapide renum